# Países Bajos en los Juegos Paralímpicos de Tokio 1964
Los Países Bajos estuvieron representados en los Juegos Paralímpicos de Tokio 1964 por siete deportistas, cuatro hombres y tres mujeres.

## Medallistas
El equipo paralímpico neerlandés obtuvo las siguientes medallas:
| Nombre                | Deporte       | Evento                                        |
| --------------------- | ------------- | --------------------------------------------- |
| Oro                   |               |                                               |
| E. Gaarlandt          | Natación      | 50 m braza completa clase 3 femenino          |
| Prins                 | Natación      | 50 m libre supino clase especial masculino    |
| Prins                 | Natación      | 50 m libre prono clase especial masculino     |
| M. de Groot J. Jacobs | Tenis de mesa | Dobles A1 masculino                           |
| Plata                 |               |                                               |
| E. Gaarlandt          | Atletismo     | Eslalon clase abierta femenino                |
| M. de Groot           | Natación      | 25 m libre supino completo clase 1 femenino   |
| D. Kruidenier         | Natación      | 50 m libre prono cauda equina masculino       |
| J. Jacobs             | Tenis de mesa | Individual A1 masculino                       |
| P. Blanker            | Tiro con arco | Ronda Albion clase abierta masculino          |
| P. Blanker            | Tiro con arco | Ronda FITA clase abierta masculino            |
| Bronce                |               |                                               |
| E. O'Brien            | Atletismo     | Eslalon clase abierta femenino                |
| M. de Groot           | Natación      | 25 m libre supino incompleto clase 1 femenino |
| D. Kruidenier         | Natación      | 50 m braza completa clase 5 masculino         |
| M. de Groot           | Tenis de mesa | Individual A1 masculino                       |